# Julius Axelrod

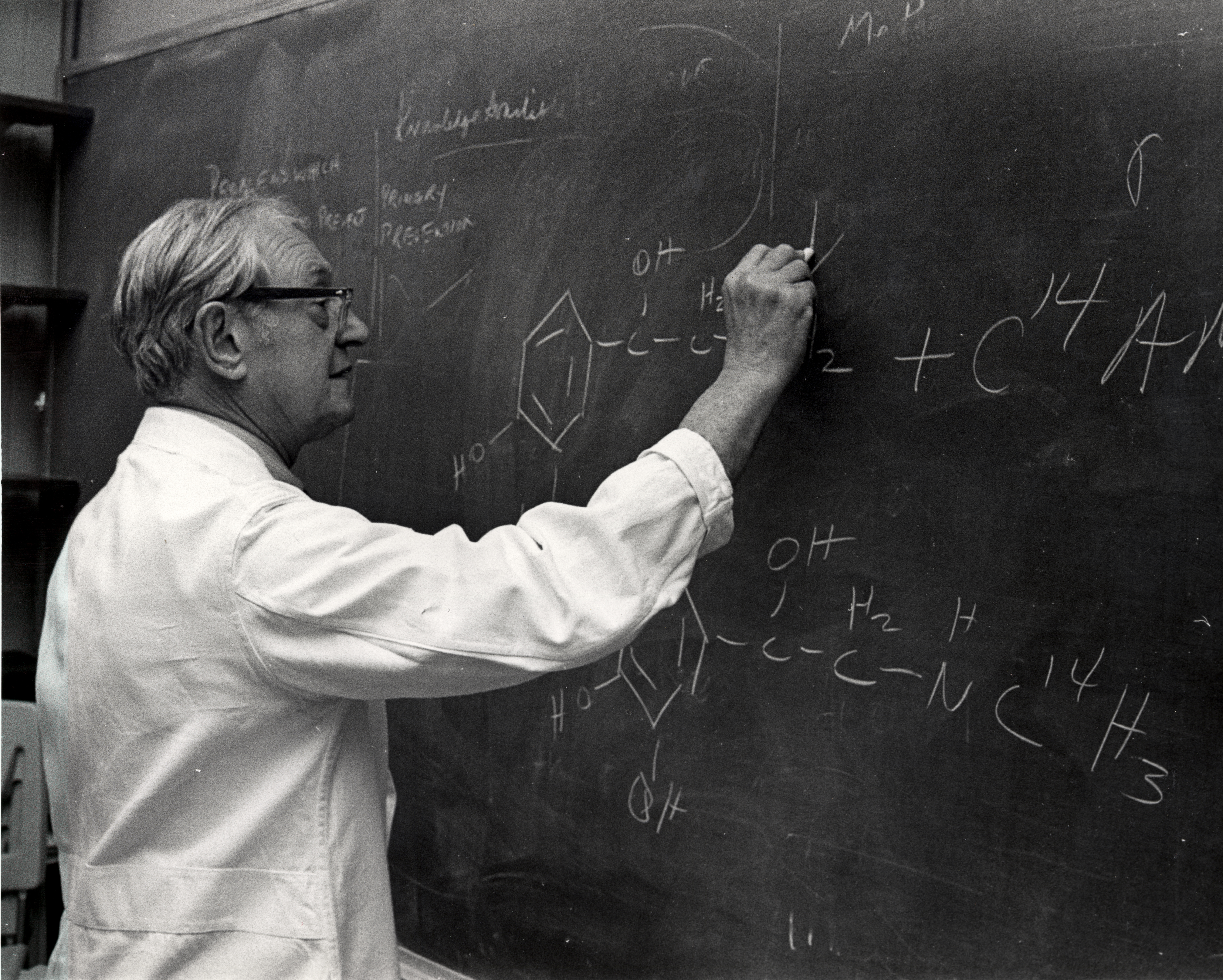
Julius Axelrod (1973)

Julius Axelrod (* 30. Mai 1912 in New York City; † 29. Dezember 2004 in Rockville, Maryland) war ein US-amerikanischer Pharmakologe, Neurochemiker und Träger des Nobelpreises für Physiologie oder Medizin.

## Leben
Axelrod wuchs in ärmlichen Verhältnissen als Sohn jüdischer Einwanderer aus Polen in der New Yorker Lower East Side auf. Seine wissenschaftliche Karriere begann er 1933 als unbezahlter Laborassistent, nachdem er seinen Biologie-Bachelor an einem New Yorker College gemacht hatte. Schon bald erkannte der Pharmakologe Bernard B. Brodie das Potenzial des jungen, vor allem an pharmakologischen und biochemischen Fragestellungen interessierten Wissenschaftlers und holte ihn an sein Labor. Beide verhalfen dem Medikament Paracetamol zum Durchbruch.
Während seiner Arbeit studierte er nebenbei und machte seinen Abschluss zum Master of Science 1941 an der New York University. Mit 43 Jahren promovierte er an der George Washington University in Washington, D.C. und leitete danach sein eigenes Labor bei den National Institutes of Health in Bethesda, Maryland.
Für seine Arbeiten erhielt er 1970 gemeinsam mit Ulf von Euler und Sir Bernard Katz den Nobelpreis für Physiologie oder Medizin für ihre Entdeckungen im Zusammenhang mit den humoralen Transmittern in den Nervenenden und den Mechanismus ihrer Speicherung, Freigabe und Inaktivierung.
Er gilt damit als Pionier in der Entwicklung von Antidepressiva.
Axelrod wurde 1971 in die National Academy of Sciences (Washington) und in die American Academy of Arts and Sciences gewählt sowie 1995 als gewähltes Mitglied in die American Philosophical Society aufgenommen. Die Deutsche Pharmakologische Gesellschaft verlieh ihm 1978 mit der Schmiedeberg-Plakette ihre höchste Ehrung. Bereits 1967 war er mit dem Gairdner Foundation International Award ausgezeichnet worden. 1992 erhielt er den Ralph-W.-Gerard-Preis. Seit 1984 war er auswärtiges Mitglied der Akademie der Wissenschaften der DDR.

## Werke (Auswahl)
- Biochemical actions of hormones. Band 1. Academic Press, New York 1970, ISBN 0-12-452801-5.
- mit Richard J. Wurtman, Douglas E. Kelly: The pineal. Academic Press, New York 1968.
- Perspectives in neuropharmacology. A tribute to Julius Axelrod. Ed. by Solomon Halbert Snyder. Oxford University Press, New York 1972.